# Say Something (Justin Timberlake)
Say Something è un singolo del cantautore statunitense Justin Timberlake, pubblicato il 25 gennaio 2018 come terzo estratto dal quinto album in studio Man of the Woods.
Il singolo ha visto la partecipazione del cantautore statunitense Chris Stapleton.

## Video musicale
Il video musicale è stato pubblicato il 25 gennaio 2018 sul canale Vevo-YouTube di Justin Timberlake ed è stato girato al Bradbury Building di Los Angeles (location già nota al cinema ed usata per film come Blade Runner e The Artist) con la tecnica del piano sequenza unico. Hanno partecipato 17 musicisti e 60 coristi.

## Classifiche

### Classifiche settimanali
| Classifica (2018) | Posizione massima |
| ----------------- | ----------------- |
| Italia            | 42                |
| Lussemburgo       | 3                 |

### Classifiche di fine anno
| Classifica (2018) | Posizione |
| ----------------- | --------- |
| Islanda           | 11        |